# Та самая женщина (фильм, 1950)
«Та самая женщина» (англ. The Woman in Question), в США вышел под названием «Пять взглядов на убийство» (англ. Five Angles on Murder) — британский детективный фильм режиссёра Энтони Асквита, который вышел на экраны в 1950 году.
Фильм рассказывает о расследовании убийства молодой женщины Агнес Хьюстон (Джин Кент), работавшей гадалкой в парке развлечений в небольшом британском прибрежном городе. Детективы под руководством суперинтенданта Лоджа (Дункан Макрэй) приступают к допросу людей, тесно общавшихся с Агнес, среди которых её соседка миссис Финч (Гермиона Баддели), сестра Кэтрин (Сьюзен Шоу), фокусник Боб Бейкер (Дирк Богард), моряк Майкл Мюррей (Джон Маккалум), а также владелец расположенного напротив магазина птиц Альберт Поллард (Чарльз Виктор). Проведя тщательный анализ показаний свидетелей, детективы выявляют среди них убийцу.
Фильм получил в основном позитивные отзывы критики, отметившей интересное построение истории, когда во время допросов различными персонажами даются совершенно разные трактовки одной и той же ситуации, неожиданные сюжетные повороты и хорошую игру Джин Кент в главной роли. При этом было обращено на слабую динамику в постановке сцен и затянутость некоторых эпизодов.

## Сюжет
В приморском городе на Юге Англии в своём доме найдена задушенной молодая вдова Агнес Хьюстон (Джин Кент), которая под именем Астра работала гадалкой в местном парке развлечений. К расследованию дела приступают детективы суперинтендант Лодж (Дункан Макрэй) и инспектор Батлер (Джо Линнейн). В комнате убитой они видят неговорящего попугая в клетке, кулон Святого Христофора, а также визитную карточку частного детектива. По словам доктора, Агнес умерла от удушения прошлым вечером около девяти часов. Она сопротивлялась, но серьёзных травм у неё нет.
Соседка Агнес, миссис Финч (Гермиона Баддели), которая убиралась у неё дважды в неделю, рассказывает детективам, что Агнес была благородной женщиной, необычной и доброй. В прошлом году Агнес болела, и миссис Финч ухаживала за ней. Альфи (Роберт Строггинс), сын миссис Финч любил играть с неговорящим попугаем Агнес. В свою очередь Агнес угощала Альфи конфетами, а ей предлагала чай с джином. По словам миссис Финч, Агнес постоянно думала о Чарльзе, своём больном муже-капитане, который в тяжёлом состоянии лежал в госпитале, и она не верила, что он поправится. К Агнес иногда заходила за деньгами её младшая сестра Кэтрин Тейлор (Сьюзен Шоу), продавщица из парфюмерного магазина, которую миссис Финч, считает грубой и несносной. Однажды она видела, как сёстры поругались, когда Агнес обвинила Кэтрин в том, что та завела с Чарльзом роман. Также к Агнес часто заходил Альберт Поллард (Чарльз Виктор), владелец расположенного напротив магазина птиц. Альберт совершенно бесплатно делал Агнес ремонт в её доме. Также у Агнес бывал фокусник Боб Бейкер (Дирк Богард), с которым она репетировала совместный номер для эстрадной программы. Боб нравился миссис Финч, но она ему не доверяла. Когда однажды Боб попытался обнять Агнес, она его оттолкнула, и больше он не приходил. Далее миссис Финч рассказывает, что в начале года муж Агнес умер. После этого к ней приходил частный детектив, который интересовался Бобом, но Агнес ничем не смогла ему помочь. Следующим вечером, по её словам, неожиданно приехал Боб вместе с Кэтрин. Когда они стали бурно выяснять отношения, миссис Финч побежала за Поллардом, чтобы тот защитил Агнес. По словам миссис Финч, при расставании на лестнице Боб и Кэтрин грозились убить Агнес. Миссис Финч точно знает, что больше они не приходили, так как когда она выходила из дома в церковь, а за дверями Агнес следил Поллард.
Детективы решают поговорить с Кэтрин, которая этим утром приезжала к сестре, но так как она была сильно расстроена, полицейские отправили её домой. Выясняется, что Кэтрин находится не у себя дома, а в отеле, куда вчера заселился Боб. По словам элегантно одетой, ухоженной Кэтрин, миссис Финч плохо знала Агнес. Она рассказывает, что однажды днём пришла к сестре, которая была неопрятной и пьяной, и даже не вставала с постели. Кэтрин подарила ей флакончик духов, а Агнес сразу налила себе выпить, попутно заявляя о желании убить миссис Финч. Кэтрин рассказаа сестре, что в воскресенье навещала Чарльза, и он спрашивал об Агнес. На это Агнес отвечает, что не хочет к нему ехать, так как это слишком тяжело и отнимает много времени. Она также не хочет, чтобы Чарльз приезжал на Рождество домой, хотя, как сказали врачи, возможно, это будет его последнее Рождество. Агнес признаёт, что не любила Чарльза, а вышла за него из-за его капитанского жалования, и, как предполагает Кэтрин, Агнес рассчитывала, что его убьют на фронте. Агнес также обвинила Кэтрин в том, что та пыталась завести с Чарльзом роман. Кэтрин заявляет, что ненавидела сестру, и называет её бесчувственной дрянью.
Затем Лодж спрашивает Кэтрин о Бобе. Она рассказывает, что познакомилась с ним у Агнес, которая репетировала с ним совместный номер. Однажды Кэтрин и Боб вдвоём пошли прогуляться. Он сказал, что работа с Агнес идёт плохо, и он думает уехать, так как получил предложение о работе в рекламном агентстве. Боб рассказал ей, что женат на танцовщице, но их брак был недолгим, и сейчас они разводятся. Кэтрин стала часто встречаться с Бобом, который перестал общаться с Агнес и нашёл себе работу. Боб предложил Кэтрин выйти за него замуж после завершения, на что она дала согласие, и они поцеловались. В конце февраля умер Чарльз. После похорон сёстры немного сблизились, и Агнес рассказала о ремонте который сделал у неё Поллард. Кэтрин рассказала сестре, что обручилась с Бобом, который ожидает получить развод в апреле. В апреле Боб прибегает в магазин к Кэтрин, сообщая, что к Агнес заходил частный детектив по поводу его развода. Они приходят к Агнес, чтобы выяснить, о чём шла речь. Кэтрин уверяет, что ни она, ни Боб не угрожали Агнес. Когда разговор принял сумбурный и чересчур эмоциональный оборот, они с Бобом просто ушли и направились в ресторан, где пробыли примерно до одиннадцати часов.
В этот момент появляется Боб, и Лодж отправляет Кэтрин домой, оставаясь для разговора с ним наедине. Боб рассказывает, что познакомился с Агнес в сентябре в парке развлечений, где она в своём шатре предсказывала по ладони судьбу. Боб рассказал ей, у него был успешный спиритический номер, в котором его партнёрша выступала в роли медиума. Партнёршей была его жена, которая часто изменяла ему. Они расстались, и в тот момент Боб искал новую партнёршу, яркую женщину, которая не боится сцены. Агнес согласилась попробовать себя в роли медиума, и Боб дал свод условных знаков для заучивания, договорившись о встрече для репетиции через неделю у неё дома. Когда через неделю он пришёл к Агнес для репетиции номера, выяснилось, что она ничего не выучила. В этот момент зашла Кэтрин, и Агнес познакомила Боба с сестрой. Кэтрин принесла продукты для Чарльза, но так как Агнес передумала к нему ехать, Кэтрин ушла, чтобы отправить их по почте. Боб дал Агнес ещё пару дней для запоминания кода. Но при следующей встрече она снова постоянно делала ошибки. Боб попытался добиться от неё результата, но Агнес не собиралась работать, а вместо этого попыталась соблазнить его. Когда Боб отстранился от неё, она с грохотом выгнала его. После этого он заходил к Агнес лишь однажды вместе с Кэтрин, чтобы выяснить что Агнес сказала детективу, так как Бобу стало известно, что она пыталась вмешаться в его бракоразводный процесс. Агнес заявила, что таких как Боб, надо ставить на место. Сначала он обхаживал её, а затем перекинулся на Кэтрин. Чтобы прекратить этот разговор, Боб решил увести Кэтрин. Когда на лестнице Агнес пригрозила, что напишет куда следует, Боб назвал её подлой, гадкой женщиной, и они с Кэтрин сказали, что с удовольствием убили бы её. Остаток вечера, до половины девятого Боб был с Кэтрин, а затем приехал в гостиницу. Детективы уходят, отмечая для себя, что у Боба нет алиби, а Кэтрин солгала о времени из расставания с Бобом, чтобы прикрыть его. Они также констатируют, что после ухода Боба и Кэтрин у Агнес дома остался Поллард, которого вызывала миссис Финч.
Лодж и Батлер приезжают в магазин к Полларду, который живёт с больной женой, не встающей с постели уже девять лет. Поллард рассказывает, что познакомился с Агнес прошлым летом, когда она пришла к нему со своей заболевшей птичкой, которая перестала петь. Поллард, который с первой встречи был очарован Агнес, оставил её птичку на лечение у себя, но через несколько дней пришёл к Агнес сообщить, что птичка умерла. Взамен он принёс ей говорящего попугая, произносившего «С Рождеством!», а на следующее утро уже стал помогать ей во всех домашних делах. Когда его жена умерла, Поллард стал видеться с Агнес ещё чаще, он бесплатно сделал в её комнате ремонт, а также стал давать деньги. Однажды, когда они были вместе, к Агнес пришёл моряк Майкл Мюррей (Джон Маккалум), которого Агнес представила как вернувшегося из плавания друга мужа. Как далее рассказывает Поллард, вчера после шести вечера к нему в магазин прибежала миссис Финч, с просьбой защитить Агнес, которая ругалась с сестрой и Бобом, угрожавшими её убить. После их ухода Поллард остался с Агнес, и в ходе душевного разговора сделал ей предложение, на которое она ответила согласием. Затем, где-то после семи он ушёл. По словам Полларда, после его ухода к Агнес заходил ещё человек, который просил Агнес погадать. Она сказала, что это букмекер.
Детективы возвращаются в участок, отмечая, что Поллард во время разговора нервничал, и его версия расходится с другими. Лодж предполагает, что Поллард мог убить Агнес из-за её отказа выйти за него замуж. В этот момент появляются две молодые свидетельницы, которые вчера к половине седьмого шли к Агнес на сеанс гадания. Через окно в комнате Агнес они увидели, как мужчина накидывается на женщину, а та от него отбивается. Когда они постучали в дверь дома, оттуда вышел моряк, заявивший, что готов был её убить. После этого во время сеанса гадания девушки заметили у Агнес на щеке синяк. По фотографии они опознают, что тем моряком был Мюррей.
Узнав о вчерашней ссоре Агнес с неизвестным, Лодж и Батлер снова приезжают к ней домой, куда вскоре подходит и Мюррей. Ревнивый моряк набрасывается на Лоджа с кулаками, но полицейские успокаивают его. Мюррей с трудом приходит в себя, узнав о том, что Агнес убита. Он рассказывает, что познакомился с Агнес прошлым летом в парке развлечений, когда в тире по соседству выиграл клетку с птичкой. К нему подошла Агнес, после чего они вместе пошли развлекаться на аттракционах, а затем пришли к ней домой выпить. Когда Мюррей полез целоваться, Агнес выгнала его, но затем позвала обратно. После этого он встретился с ней лишь раз, но стал думать о ней постоянно. Через три месяца, когда его корабль зашёл в соседний порт, Мюррей сразу же приехал к Агнес с подарками. Когда они целовались, в комнату заглянул Поллард, который сразу же удалился. Мюррей и Агнес стали встречаться каждый день, и однажды он увидел, как Поллард давал ей деньги. Агнес представила ему Мюррея как своего друга, и Поллард сразу же ушёл. Ревнивый Мюррей сначала упрекнул Агнес в связи с Поллардом, а затем стал объясняться в любви и предложил пожениться. Агнес ответила, что не может выйти за него сейчас, поскольку в данный момент замужем, хотя муж тяжело болен и скоро умрёт. Мюррей просит подождать его, пока он будет в плавании, и не брать ни у кого денег взаймы, а Агнес в свою очередь просит его писать как можно чаще. Но, как признаётся Мюррей, ни одного письма он так и не писал, так как не умел это делать. Два дня назад он вернулся из плавания, даже не зная, что муж Агнес умер. Увидев в её комнате букмекера, который, по его словам, содержал Агнес, Мюррей выкинул его на улицу. Рыдая, Агнес упрекнула Мюррея в том, что он ей не писал. Он в свою очередь набросился на неё и стал отчитывать за то, что она все три месяца развлекалась с другими мужчинами. Разгневанный Мюррей грубо схватил и толкнул её, обвинив в неверности. Когда она упала на пол, Мюррей открыл дверь, сказав, что вернётся, когда выпьет и успокоится. В дверях он встретил двух молодых девушек, которые пришли к Агнес на сеанс. Больше он не возвращался, боясь «натворить то, о чём пожалеет». Остаток вечера и ночь он пил в пабе, а сейчас вернулся, чтобы помириться с Агнес. Мюррей признаёт, что медальон Святого Христофора принадлежит ему и соглашается отправиться в участок, чтобы подписать свои показания.
Оставшись вдвоём, детективы рассуждают, что Мюррей мог убить Агнес в порыве ярости, но хладнокровно вернуться и убить её он не мог. Лодж считает, что убийцей мог быть и букмекер, который, видимо был влюблён в Агнес и, когда Мюррей выкинул его, грозился отомстить. Боба и Кэтрин он практически исключает из списка подозреваемых, хотя, не сумев договориться с Агнес, Боб мог и задушить её. Иными словами, как минимум у четырёх человек был мотив убить Агнес, и ни одного из них нет алиби. В поисках букмекера детективы обращаются к миссис Финч, которая характеризует его как очень щедрого и хорошего человека. По её словам, он всегда делал ей подарки, а Агнес возлагала на него надежды. В этот момент заходит Альфи, который рассказывает, что когда вчера около девяти вечера он возвращался из кино, то услышал из окна Агнес, как попугай сказал «С Рождеством!», а затем она сказала кому-то: «Зачем ты вернулся? Хватит, всё кончено». Лодж вспоминает, что когда Мюррей вернулся и в темноте поднимался по лестнице, Астра, которая была в этот момент с букмекером, сказала именно эти слова. Но в тот момент она не могла знать, что к ней идёт именно Мюррей, значит, она имела в виду кого-то другого. Лодж также понимает, что попугай у Агнес в вечер её смерти был говорящим, значит подменить его к утру на неговорящую птицу мог только Поллард, и детективы навещают его в его магазине. Так как у Лоджа нет весомых улик против Полларда, он максимально убедительно излагает ему свою версию убийства, начиная рассказ так, как будто убийцей считает Мюррея. Он говорит, что когда вчера вечером Мюррей ушёл от Агнес, он сильно напился и был очень зол. Далее в своём рассказе Лодж не использует имя Мюррея, называя убийцу «он». По словам Лоджа, он вернулся, и так как на улице было темно, прошёл в дом незамеченным. Он направился в спальню Агнес, не зная, одна ли она. Он подкрался к двери, затем беззвучно открыл её, зашёл в комнату и увидел Агнес одну. Поллард в волнении говорит, что так всё и было. Лодж продолжает: «Попугай произнёс „С Рождеством!“, она повернулась и увидела вас, мистер Поллард». Агнес в грубой форме попросила его уйти, так как они всё уже выяснили. Поллард набросился на неё и стал душить со словами: «Я предлагал тебе выйти за меня. Теперь ты никому не достанешься! Я отдел тебе всё, что у меня было, но тебе было мало. Ты смеялась надо мной!» Поллард подтверждает, что так всё и было. Полиция уводит его.

## В ролях
- Джин Кент — Агнес Хьюстон / Астра
- Дирк Богард — Боб Бейкер
- Джон Маккалум — Майкл Мюррей
- Сьюзен Шоу — Кэтрин Тейлор
- Гермиона Баддели — миссис Финч
- Чарльз Виктор — Альберт Поллард
- Дункан Макрэй — суперинтендант Лодж
- Лана Моррис — Лана Кларк
- Джо Линнэйн — инспектор Батлер
- Вида Хоуп — Ширли Джонс

## История создания фильма
Как написал в «Нью-Йорк Таймс» кинокритик Босли Краузер, режиссёр фильма Энтони Асквит «оставил свой неизгладимый отпечаток, поставив такие недавние британские картины, как „Привлекательный мальчик“ (1948) и „Версия Браунинга“ (1951), а Джин Кент ярко проявила себя в „Версии Браунинга“ в роли ядовитой жены».
Съёмки фильма проходили на студии Pinewood Studios в Бакингемшир, Великобритания. Эпизоды на морском побережье снимались в курортном городке Богнор-Риджис, Западный Суссекс, Великобритания.
Фильм был выпущен в прокат 3 октября 1950 года в Великобритании и 18 февраля 1952 года в США.

## Оценка фильма критикой
Как написал после выхода картины в США в 1952 году кинообозреватель «Нью-Йорк Таймс» Босли Краузер, «в этом британском фильме обычное раскрытие убийства под мастерским руководством Энтони Асквита представлено в изящной и юмористической форме. Что делает это дело интересным, так это обманчивое и забавное разнообразие не только предоставляемых доказательств, но и оттенков, с помощью которых оно преподносится… Привлекательность этому маленькому изделию придают не столько загадочность детективной истории, сколько изящные повороты и искаженное представление личности… В развязке нет ничего сенсационного, но она должна понравиться умному зрителю». Как заключает Краузер, «мы не гарантируем, что этот маленький фильм выбьет вас из кресла, но он, безусловно, поднимет вам настроение и слегка взбудоражит нервы».
По мнению рецензента британского профессионального журнала Monthly Film Bulletin, «как детективной истории фильму не хватает остроты, потому что сценарий слишком рано раскрывает свои карты: личность убийцы на самом деле раскрывается задолго до кульминации, и поэтому последний эпизод (с пьяным ирландским моряком, которого, к сожалению, переигрывает Джон Маккаллум) теряет всякий интерес. Эти фундаментальные недостатки сценария создают серьёзную проблему для режиссёра: работа Энтони Асквита отточена и мастерски выполнена, но он не в состоянии вернуть фильму те качества, которые должны были присутствовать в сценарии, но которых нет»
В книге British Sound Films: The Studio Years 1928—1959 кинокритик Дэвид Куинлан оценил фильм как «средний», назвав его «интересным триллером, который не вполне срабатывает». Как написал киновед Лесли Хэлливелл, это «мелодрама с несколькими флэшбеками, которая почему-то не совсем удалась, несмотря на все усилия».
Современный кинокритик Дерек Виннерт назвал картину «запутанной, но увлекательной головоломкой, в которой детектив-суперинтендант полиции Лодж и инспектор Батлер пытаются раскрыть личность убийцы гадалки, исследуя различные точки зрения пяти человек, которые её знали». Как отмечает критик, «сложная, интригующая история начинается ярко, прежде чем погрузиться в длинноты, и в конце концов сюжет теряется в навязчивых воспоминаниях, несмотря на сильную игровую составляющую. Но картина в достатке наполнена сюжетными поворотами и компактна, укладываясь в 88 минут».

## Оценка актёрской игры
По мнению Краузера, «Джин Кент умело раскрывает различные грани характера своей героини. Гермиона Баддели в роли экономки-кокни восхитительно груба, несмотря на свой надменный вид, а Чарльз Виктор забавно жеманен в роли поклонника из птичьего магазина напротив». Кроме того, также хороши «Сьюзан Шоу в роли сестры-продавщицы, Дирк Богард в роли ловкого бойфренда и Джон Маккаллум в роли явно тупоголового моряка, а Дункан Макрей спокоен и уверен в себе в роли детектива, который раскрывает дело».
Как пишет Виннерт, «Кент увлекательна в роли английской вдовы Агнес Хьюстон / мадам Астры, той самой женщины, найденной убитой в своём доме, в то время как полицейское расследование преступления позволяет по-разному взглянуть на характер жертвы». Также «молодой Дирк Богард сильно исполняет роль одного из подозреваемых с мотивом для убийства».